# Lista de prefeitos de Santo Ângelo
Esta é a lista de prefeitos do município de Santo Ângelo, estado brasileiro do Rio Grande do Sul.
O termo prefeito surgiu com a Revolução de 1930. Até então o chefe do poder executivo municipal chamava-se intendente.

## Presidentes da Câmara Municipal
| Nº | Presidente da Câmara                    | Início do mandato      | Fim do mandato          | Partido                               | Forma de acesso ao cargo | Ref.        |
| -- | --------------------------------------- | ---------------------- | ----------------------- | ------------------------------------- | --- | ----------- |
| –  | João Cardoso de Aguiar (?–?)            | 31 de dezembro de 1874 | 19 de março de 1878     | Partido Liberal PL                    | Vereador mais votado nas eleições realizadas em 30 de novembro de 1873. Nesta época, o vereador mais votado assumia como presidente do Legislativo e também exercia as funções do Poder Executivo. | [ 2 ]       |
| –  | Joaquim Gomes Pinheiro Machado (1831–?) | 19 de março de 1878    | 7 de janeiro de 1881    | Partido Liberal PL                    | Vereador mais votado nas eleições realizadas em 1º de outubro de 1876. | [ 3 ]       |
| –  | Venâncio de Oliveira Aires (1841–1885)  | 7 de janeiro de 1881   | 16 de outubro de 1885   | Partido Republicano Rio-Grandense PRR | Vereador mais votado nas eleições realizadas em 1880 e nas eleições de 1º de junho de 1882. | [ 4 ]       |
| –  | Christiano Kruel Sobrinho (1850–1904)   | 16 de outubro de 1885  | 7 de janeiro de 1887    | Partido Republicano Rio-Grandense PRR | Vice-presidente que assumiu devido falecimento do presidente. | [ 6 ] [ 7 ] |
| –  | João Antonio Rodrigues (?–?)            | 7 de janeiro de 1887   | 24 de fevereiro de 1890 | Partido Republicano Rio-Grandense PRR | | [ 6 ]       |

## Presidentes da Junta Municipal
| Nº | Presidente da Junta                                 | Início do mandato       | Fim do mandato          | Partido                               | Forma de acesso ao cargo | Ref.        |
| -- | --------------------------------------------------- | ----------------------- | ----------------------- | ------------------------------------- | --- | ----------- |
| –  | Francisco de Souza Ribeiro Dantas Filho (1862–1931) | 21 de março de 1890     | 7 de janeiro de 1891    | Partido Republicano Rio-Grandense PRR | Nomeado presidente da junta municipal pelo governo estadual em 24 de fevereiro de 1890.                                        | [ 6 ] [ 8 ] |
| –  | Ernesto Kruel (1853–1894)                           | 7 de janeiro de 1891    | 19 de fevereiro de 1892 | Partido Republicano Rio-Grandense PRR | Eleito pela junta municipal em 7 de janeiro de 1891.                                                                           | [ 6 ]       |
| –  | Matheus Beck (1845–1911)                            | 19 de fevereiro de 1892 | 14 de julho de 1892     | Partido Republicano Rio-Grandense PRR | Nomeado presidente da junta municipal pelo Presidente do Estado.                                                               | [ 6 ]       |
| –  | Firmino de Paula e Silva (1844–1930)                | 14 de julho de 1892     | 10 de outubro de 1892   | Partido Republicano Rio-Grandense PRR | Eleito em 6 de novembro de 1891, designado como presidente do Conselho Municipal para administrar provisoriamente o município. | [ 6 ]       |

## Intendentes
| Nº | Intendente                           | Partido                               | Vice-intendente           | Início do mandato     | Fim do mandato         | Forma de acesso ao cargo                                                                                  | Ref.                 |
| -- | ------------------------------------ | ------------------------------------- | ------------------------- | --------------------- | ---------------------- | --- | -------------------- |
| 1  | Firmino de Paula e Silva (1844–1930) | Partido Republicano Rio-Grandense PRR | —                         | 10 de outubro de 1892 | 2 de outubro de 1896   | Primeiro intendente, nomeado em 27 de setembro de 1892                                                    | [ 9 ]                |
| 2  | Vidal Rolim de Moura (1849–1914)     | Partido Republicano Rio-Grandense PRR | —                         | 3 de outubro de 1896  | 3 de outubro de 1900   | Primeiro intendente eleito, em 20 de setembro de 1896                                                     | [ 10 ]               |
| 3  | Bráulio Oliveira (1862–1943)         | Partido Republicano Rio-Grandense PRR | João Antônio Pinto        | 3 de outubro de 1900  | 3 de outubro de 1916   | Eleito em 3 de julho de 1900; reeleito em 3 de julho de 1904, 3 de julho de 1908 e 3 de julho de 1912     | [ 11 ] [ 12 ] [ 13 ] |
| 3  | Bráulio Oliveira (1862–1943)         | Partido Republicano Rio-Grandense PRR | Virgílio Manoel Pinto     | 3 de outubro de 1900  | 3 de outubro de 1916   | Eleito em 3 de julho de 1900; reeleito em 3 de julho de 1904, 3 de julho de 1908 e 3 de julho de 1912     | [ 11 ] [ 12 ] [ 13 ] |
| –  | Frederico Beck (?–?)                 | Partido Republicano Rio-Grandense PRR | —                         | 3 de outubro de 1916  | 4 de dezembro de 1916  | Subintendente que assume interinamente, pois não foram realizadas eleições em 1916                        | [ 14 ]               |
| 4  | Álvaro Alves da Silveira (?–?)       | Partido Republicano Rio-Grandense PRR | Joaquim Rolim de Moura    | 4 de dezembro de 1916 | 16 de março de 1918    | Nomeado em 22 de novembro de 1916 pelo Decreto Estadual nº 2.221. Vice nomeado em 27 de novembro de 1917. | [ 14 ]               |
| 5  | Joaquim Rolim de Moura (1873–1938)   | Partido Republicano Rio-Grandense PRR | —                         | 16 de março de 1918   | 3 de outubro de 1920   | Subintendente que assume após pedido de licença do titular                                                | [ 15 ] [ 16 ]        |
| 6  | Bráulio Oliveira (1862–1943)         | Partido Republicano Rio-Grandense PRR | Virgílio Manoel Pinto     | 3 de outubro de 1920  | 2 de outubro de 1924   | Eleito em 2 de agosto de 1920. Vice nomeado em 31 de dezembro de 1920.                                    | [ 12 ]               |
| 7  | Carlos José Kruel (?–?)              | Partido Republicano Rio-Grandense PRR | Damaso Gomes de Castro    | 3 de outubro de 1924  | 2 de outubro de 1928   | Eleito em 3 de agosto de 1924                                                                             |                      |
| 8  | Ulysses Rodrigues (1882–?)           | Partido Republicano Rio-Grandense PRR | Joaquim Antônio Rodrigues | 3 de outubro de 1928  | 30 de novembro de 1930 | Eleito em 3 de agosto de 1928                                                                             | [ 17 ]               |

## Prefeitos
| Nº | Prefeito                                | Partido                                                          | Vice-prefeito(a)            | Início do mandato      | Fim do mandato         | Forma de acesso ao cargo | Ref.          |
| -- | --------------------------------------- | ---------------------------------------------------------------- | --------------------------- | ---------------------- | ---------------------- | --- | ------------- |
| —  | Ulysses Rodrigues (1882–?)              | Partido Republicano Liberal do Rio Grande do Sul PRL             | —                           | 1º de dezembro de 1930 | 25 de julho de 1935    | Confirmado como primeiro prefeito de Santo Ângelo em 20 de novembro de 1930 - pós-revolução. Nomeado em 1º de dezembro de 1930 pelo Decreto Estadual nº 4.657. | [ 17 ]        |
| 9  | Cícero Jayme da Fontoura Trindade (?–?) | Partido Democrata Cristão PDC                                    | —                           | 26 de julho de 1935    | 25 de setembro de 1935 | Nomeado em 19 de julho de 1935 |               |
| 10 | Raul Oliveira (?–?)                     | Partido Republicano Rio-Grandense PRR                            | —                           | 26 de dezembro de 1935 | 6 de fevereiro de 1938 | Primeiro prefeito eleito, em 17 de novembro de 1935 |               |
| 11 | José Cezimbra Machado (?–?)             | Partido Democrata Cristão PDC                                    | —                           | 7 de fevereiro de 1938 | 19 de março de 1939    | Nomeado em 25 de janeiro de 1938 |               |
| 12 | Policarpo Gay (?–?)                     | Partido Democrata Cristão PDC                                    | —                           | 20 de março de 1939    | 7 de setembro de 1944  | Nomeado em 9 de março de 1939 |               |
| 13 | Tótilas Carvalho (?–?)                  | Partido Social Democrático PSD                                   | —                           | 8 de setembro de 1944  | 29 de novembro de 1947 | Nomeado em 30 de agosto de 1944 |               |
| 14 | Pio Müller da Fontoura (1914–?)         | Partido Social Democrático PSD                                   | José Carlos Kist            | 30 de novembro de 1947 | 13 de dezembro de 1950 | Eleito em 15 de novembro de 1947 | [ 19 ]        |
| 15 | José Carlos Kist (1903–1987)            | Partido Social Democrático PSD                                   | —                           | 14 de dezembro de 1950 | 30 de dezembro de 1951 | Vice que assume por renúncia do titular | [ 20 ] [ 21 ] |
| 16 | Odão Felippe Pippi (1900–1971)          | Partido Trabalhista Brasileiro PTB                               | Garibaldi Carrera Machado   | 31 de dezembro de 1951 | 30 de dezembro de 1955 | Eleito em 1º de novembro de 1951 | [ 22 ]        |
| 17 | José Carlos Kist (1903–1987)            | Partido Social Democrático PSD                                   | Alfredo Pereira dos Santos  | 31 de dezembro de 1955 | 30 de dezembro de 1959 | Eleito em 3 de outubro de 1955 | [ 20 ]        |
| 18 | Odão Felippe Pippi (1900–1971)          | Partido Trabalhista Brasileiro PTB                               | José Henrique Nozari        | 31 de dezembro de 1959 | 30 de dezembro de 1963 | Eleito em 8 de novembro de 1959 | [ 22 ] [ 23 ] |
| 19 | Siegfried Ritter (?–?)                  | Partido Libertador PL                                            | João Calixto de Medeiros    | 31 de dezembro de 1963 | 30 de janeiro de 1969  | Eleito em 10 de novembro de 1963 | [ 24 ]        |
| 19 | Siegfried Ritter (?–?)                  | Partido Libertador PL                                            | Ricardo Leônidas Ribas      | 31 de dezembro de 1963 | 30 de janeiro de 1969  | Eleito em 10 de novembro de 1963 | [ 24 ]        |
| 20 | Ricardo Leônidas Ribas (?–1996)         | Aliança Renovadora Nacional ARENA                                | Armindo Braatz              | 31 de janeiro de 1969  | 30 de janeiro de 1973  | Eleito em 15 de novembro de 1968 | [ 25 ]        |
| 21 | Siegfried Ritter (?–?)                  | Aliança Renovadora Nacional ARENA                                | José Alcebíades de Oliveira | 31 de janeiro de 1973  | 1974                   | Eleito em 15 de novembro de 1972 | [ 26 ]        |
| 22 | José Alcebíades de Oliveira (1931–1985) | Aliança Renovadora Nacional ARENA                                | —                           | 1974                   | 30 de janeiro de 1977  | Vice que assume porque o titular concorria à Câmara Federal | [ 27 ]        |
| 23 | Carlos Wilson Schröeder (?–?)           | Aliança Renovadora Nacional ARENA/Partido Democrático Social PDS | Luiz Vilmar Denardin        | 31 de janeiro de 1977  | 30 de janeiro de 1982  | Eleito em 15 de novembro de 1976 | [ 28 ]        |
| 24 | Alberto Wächter (1953)                  | Partido Democrático Social PDS                                   | —                           | 31 de janeiro de 1982  | 30 de janeiro de 1983  | Presidente da Câmara que assumiu na renúncia dos titulares |               |
| 25 | Mauro Azeredo (1942)                    | Partido Democrático Social PDS                                   | Luiz Valdir Andres          | 31 de janeiro de 1983  | 31 de dezembro de 1988 | Eleito em 15 de novembro de 1982 | [ 29 ]        |
| 26 | Luiz Valdir Andres (1943)               | Partido Democrático Social PDS                                   | Alberto Wächter             | 1º de janeiro de 1989  | 31 de dezembro de 1992 | Eleito em 15 de novembro de 1988 | [ 30 ]        |
| 27 | Adroaldo Mousquer Loureiro (1948–2016)  | Partido Democrático Trabalhista PDT                              | José Lima Gonçalves         | 1º de janeiro de 1993  | 31 de dezembro de 1996 | Eleito em 3 de outubro de 1992 | [ 31 ]        |
| 28 | José Lima Gonçalves (1954)              | Partido do Movimento Democrático Brasileiro PMDB                 | Lói Roque Biacchi           | 1º de janeiro de 1997  | 31 de dezembro de 2000 | Eleito em 3 de outubro de 1996 | [ 32 ]        |
| 28 | José Lima Gonçalves (1954)              | Partido do Movimento Democrático Brasileiro PMDB                 | Montalverne Pereira Beltrão | 1º de janeiro de 2001  | 31 de dezembro de 2004 | Reeleito em 3 de outubro de 2000 | [ 33 ]        |
| 29 | Eduardo Debacco Loureiro (1974)         | Partido Democrático Trabalhista PDT                              | Adolar Rodrigues Queiróz    | 1º de janeiro de 2005  | 31 de dezembro de 2008 | Eleito em 3 de outubro de 2004 | [ 34 ]        |
| 29 | Eduardo Debacco Loureiro (1974)         | Partido Democrático Trabalhista PDT                              | Adolar Rodrigues Queiróz    | 1º de janeiro de 2009  | 31 de dezembro de 2012 | Reeleito em 5 de outubro de 2008 | [ 35 ]        |
| 30 | Luiz Valdir Andres (1943)               | Partido Progressista PP                                          | Nara Helena Damião Makvitz  | 1º de janeiro de 2013  | 31 de dezembro de 2016 | Eleito em 7 de outubro de 2012 | [ 36 ]        |
| 31 | Jacques Gonçalves Barbosa (1970)        | Partido Democrático Trabalhista PDT                              | Bruno Walter Hesse          | 1º de janeiro de 2017  | 31 de dezembro de 2020 | Eleito em 2 de outubro de 2016 | [ 37 ]        |
| 31 | Jacques Gonçalves Barbosa (1970)        | Partido Democrático Trabalhista PDT                              | Volnei Selmar Teixeira      | 1º de janeiro de 2021  | 31 de dezembro de 2024 | Reeleito em 15 de novembro de 2020 | [ 38 ]        |
| 32 | Nivio Boelter Braz (1960)               | Partido Liberal PL                                               | Carlos Alberto Gonçalves    | 1º de janeiro de 2025  | 31 de dezembro de 2028 | Eleito em 6 de outubro de 2024 | [ 40 ]        |